# Cate McGregor
Catherine McGregor AM, nascida Malcolm Gerard McGregor, em 24 de maio de 1956, é uma proeminente escritora transgénero, ativista e ex-oficial das Forças Armadas da Austrália. Recebeu diversas honrarias militares.
Antes da sua transição de género, em 2012, era mais conhecida pelo seu trabalho como oficial do exército australiano e como comentadora de críquete, redatora de discursos para o ex-primeiro ministro trabalhista de Nova Gales do Sul, Bob Carr, para o ex-líder do Partido Trabalhista federal Kim Beazley e para a campanha eleitoral do Partido Liberal de 1993.